# Elderly Woman Behind the Counter in a Small Town
Elderly Woman Behind the Counter in a Small Town è una canzone dei Pearl Jam contenuta nell'album Vs. del 1993. Una versione acustica può essere trovata sul singolo del brano Go. La canzone è inclusa anche nell'album del 2004 Rearviewmirror: Greatest Hits 1991-2003.